# Kadrina kommun
Kadrina kommun (estniska: Kadrina vald) är en kommun i landskapet Lääne-Virumaa i norra Estland. Kommunen ligger cirka 70 kilometer öster om huvudstaden Tallinn. Småköpingen Kadrina utgör kommunens centralort.
År 2005 utvidgades Kadrina kommun då den norra delen av den då upplösta Saksi kommun tillfördes kommunen. 
Kadrina var tidigare vänort till Mora kommun.

### Karta

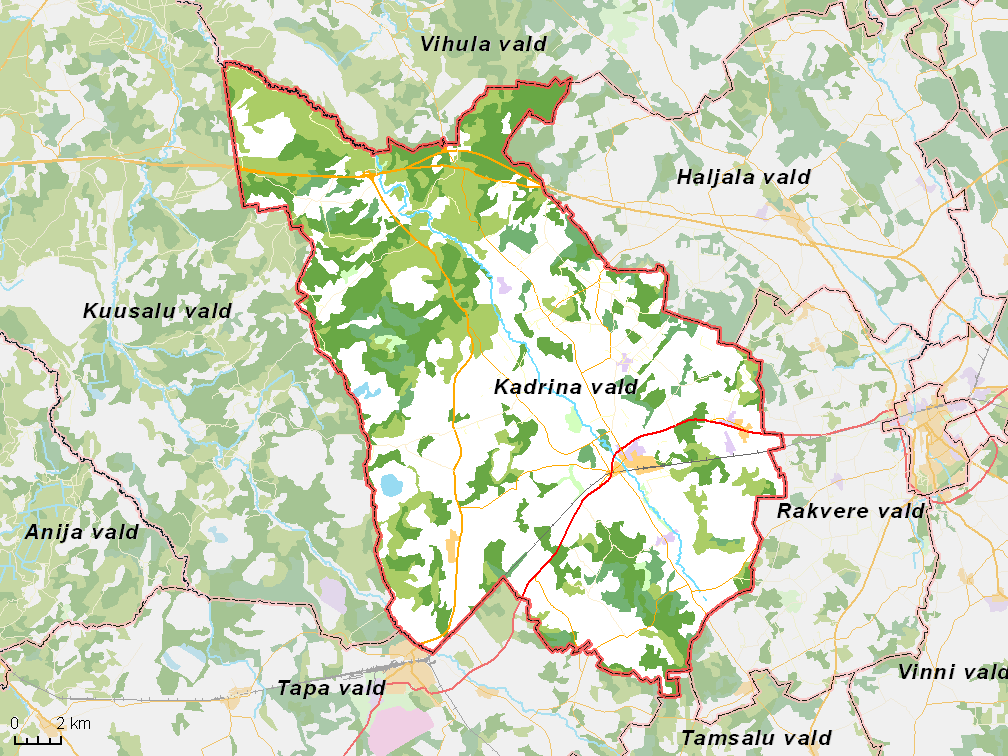
Översiktlig karta över kommunen. Notera att vissa av de angränsande kommunerna har upphört sedan kommunreformen 2017.

## Geografi

### Orter
I Kadrina kommun finns två småköpingar och 39 byar.

### Småköpingar
- Hulja
- Kadrina

### Byar
- Ama
- Arbavere
- Hõbeda
- Härjadi
- Jõepere
- Jõetaguse
- Jürimõisa
- Kadapiku
- Kallukse
- Kihlevere
- Kiku
- Kõrveküla
- Lante
- Leikude
- Loobu
- Läsna
- Mõndavere
- Mäo
- Neeruti
- Ohepalu
- Orutaguse
- Pariisi
- Põima
- Ridaküla
- Rõmeda
- Salda
- Saukse
- Sootaguse
- Tirbiku
- Tokolopi
- Udriku
- Uku
- Undla
- Vaiatu
- Vandu
- Viitna
- Vohnja
- Võduvere
- Võipere